# Markku Häkkinen
Markku Häkkinen (14 de enero de 1946 - 5 de diciembre de 2015) fue un botánico, y taxónomo finés, habiéndose desempeñado académicamente en el Departamento de Botánica, en la Universidad de Turku, Finlandia, considerado uno de los líderes mundiales expertos en la taxonomía de Musa × paradisiaca (banana). Cuarenta y seis de los setenta especies conocidas de plátanos silvestres han sido descritas por Häkkinen.
Se interesó por la botánica en sus viajes alrededor del mundo durante su carrera como capitán mercante. Después de retirarse, se dedicó a la botánica. Ha realizado 18 expediciones a Borneo, Brunéi, China, India, Indonesia, Malasia, Tailandia y Vietnam. Ha publicado más de 80 artículos en revistas científicas internacionales.

## Premios y reconocimientos
- 2009: la Sociedad Linneana de Londres lo galardona con el premio H.H. Bloomer.[3]

## Eponimia
- (Musaceae) Musa haekkinenii N.S.Lý & Haev.[4]
- (Musaceae) Musa markkui Gogoi & Borah[5]
- (Musaceae) Musa velutina H.Wendl. & Drudesubsp. markkuana M.Sabu, A.Joe & Sreejith[6]